# Saint-Gervais (Vendée)
Saint-Gervais település Franciaországban, Vendée megyében. Lakosainak száma 2752 fő (2022. január 1.). Saint-Gervais Beauvoir-sur-Mer, Bois-de-Céné, Bouin, Châteauneuf, Saint-Urbain és Sallertaine községekkel határos.

## Népesség
A település népessége az elmúlt években az alábbi módon változott:
| Lakosok száma | 2476 | 2573 | 2658 | 2669 | 2685 | 2697 | 2694 | 2723 | 2752 |
|               | 2013 | 2015 | 2016 | 2017 | 2018 | 2019 | 2020 | 2021 | 2022 |